# Enrico Annibale Butti
Enrico Annibale Butti (Milano, 19 febbraio 1868 – Milano, 25 novembre 1912) è stato uno scrittore e drammaturgo italiano.

## Biografia
Studiò giurisprudenza a Modena, ma fin dall'inizio preferì dedicarsi alla letteratura e al teatro. Fu malato di tisi, che lo accompagnò per tutta la vita fino alla morte nel 1912. Dal 1892 al 1897 scrisse romanzi psicologici, caratterizzati dal dualismo sogno/realtà e dalla differenza di vedute tra gli ideali dei padri e quelli della nuova generazione. Queste tematiche furono riprese nei suoi drammi, grazie ai quali divenne famoso e noto nell'ambito culturale italiano, tanto da venire definito l'"Ibsen italiano", grazie all'enorme influsso del drammaturgo norvegese che si riscontrava nelle sue opere. D'altra parte, fu l'unico drammaturgo italiano ad occuparsi di temi religiosi e morali nel teatro borghese a cavallo tra Otto e Novecento. I suoi capolavori teatrali sono considerati L'utopia, Lucifero e Fiamme nell'ombra. Nel 1910 scrisse Il castello del sogno, poema tragico in quattro canti in endecasillabi sciolti, il suo unico dramma in versi, rappresentato postumo il 16 dicembre 1914 presso il Teatro Carignano di Torino.
Toccò con buoni esiti anche il genere fantastico, in particolare con il romanzo L'anima e con il racconto Il diavolo alla festa.

## Opere

### Teatro
- Il signore dall'abito bianco, commedia (1888)
- Il frutto amaro, dramma (1892)
- Il vortice, dramma (1892)
- L'utopia, dramma (1894)
- Le seduzioni, dramma (1895)
- La furia domata, libretto per opera lirica da La bisbetica domata per la musica di Spiro Samara (1895)
- La fine di un ideale, dramma (1900)
- Gli atei: La corsa al piacere, dramma (1900)
- Gli atei: Lucifero, dramma (1901)
- Gli atei: Una tempesta, tragedia (1903)
- Il gigante e i pigmei, dramma (1903)
- Fiamme nell'ombra, dramma (1904)
- Intermezzo poetico, dramma (1905)
- Tutto per nulla, dramma (1906)
- Il cuculo, commedia (1907)
- Nel paese della fortuna, dramma (1910)
- Il castello del sogno, poema drammatico (1910)
- Il crepuscolo degli amanti, commedia (1910)
- Le acque, "commedia da Aristofane" (1910)
- Le rivali, commedia in un atto (1911)
- Sempre così (1911)
- Il sole invisibile, dramma (1912)
- Le vie della salute, commedia (1913)

### Narrativa
- L'automa, romanzo (1892)
- L'anima, romanzo (1893)
- L'immorale, racconto (1894)
- L'incantesimo, romanzo (1897)
- Il diavolo alla festa, racconto (1905)
- L'ombra della Croce, romanzo incompiuto (1905)

### Saggistica
- Né odii né amori (1893)